# 聖經研究
聖經研究亦稱聖經學，是透過一系列不同學術應用方式，從社會科學、歷史學、文學批評、哲學、考古學等方面的理論的方法，研究猶太教的塔納赫及基督教的聖經。
不少世俗以及宗教大學和學院都有提供聖經研究的課程，通常設在宗教学、神學、猶太研究、歷史或比較文學等學科部門內。許多聖經學者是由於宗教信仰而從事相關研究，但並不是所有聖經學者都對其所研究的文本持有信仰。

## 定義
牛津聖經研究手冊（The Oxford Handbook of Biblical Studies）定義了一系列不同及獨立的規則以研究聖經及古獻。這些規則包括但不限於考古學、埃及學、文學批評、語言學, 歷史學、社會學及神學。

## 學會
一些學術團體正促進聖經研究的領域，當中最大的團體是（聖經文學學會），在超過80個國家和地區擁有約8,500名成員，更發出版了許多書籍和期刊，當中有屬旗艦級雜誌的聖經文學雜誌。它每年定期在北美舉行學術會議，也有一次國際會議，以及較小的區域會議。

## 聖經批評
聖經學者的研究又可以是聖經批評，它既不預先假定，但也並不否認超自然起源的經文。相反，分析聖經是採用在人文學科和社會科學文本分析的方法。許多聖經研究學者與傳統的猶太教和基督教的翻譯者及翻譯方式有所互動，詮釋歷史，又稱為聖經詮釋學。

## 聖經歷史研究
歷史研究佔去現代聖經研究的大部份，聖經研究學試圖詮釋聖經內的文字及語境、以及各項資料，以重建聖經的畫面。歷史批評則旨在確認聖經出處、作者、古代典籍的組成。歷史的批評，包括著名的理論[紀錄片假說]這表明，[五經]從四個不同的書面資料，“歷史上的耶穌”，主要基於典型福音之間的差異和不同的重建被編譯。

## 源語言研究
研究聖經原來寫成的語言是研究聖經的先決條件，猶太教的塔納赫（基督教舊約聖經的基礎）內許多書卷是由希伯來語寫成，有些則是亚拉姆语。而新約聖經則是由通用希臘語寫成，夾雜亚拉姆语。因此，開設聖經研究的神學院及大學通常需要教授希伯來語、希臘語及亞拉姆語，以便學生研究。

### 引用
1. 1 2 3  The Oxford Handbook of Biblical Studies by J. W. Rogerson and Judith M. Lieu (May 18, 2006) ISBN 0199254257 page xvii
2. ↑  Introduction to Biblical Studies, Second Edition by Steve Moyise (Oct 27, 2004) ISBN 0567083977 pages 11-12

## 外部連結
- Society of Biblical Literature （页面存档备份，存于）
- AcademicBible.com from the German Bible Society （页面存档备份，存于）
- Wabash Center's Internet Guid to Religion: Bible